# Lee Hyeon-su
Lee Hyeon-su (kor.: 이현수, ur. 24 stycznia 1968) – koreańska florecistka, złota medalistka mistrzostw świata.
Podczas mistrzostw świata w Lipsku w 2005 roku Koreanki w składzie: Jung Gil-ok, Lee Hyeon-su, Nam Hyun-hee i Seo Mi-jung zdobyły złoty medal w rywalizacji drużynowej.
Nigdy nie wzięła udziału w igrzyskach olimpijskich.